# ルイス・ロンバルディ・ネト
ルイス・ロンバルディ・ネト（Luís Lombardi Neto、1940年9月22日 – 2009年12月2日）は、 ブラジルのアナウンサー。
| スタブアイコン | サブスタブ | この項目は、まだ閲覧者の調べものの参照としては役立たない、アナウンサーに関連した書きかけの項目です。この項目を加筆・訂正などしてくださる協力者を求めています（PJ:アナウンサー）。 |